# 複層柱狀上皮
複層柱狀上皮（英語：stratified columnar epithelium）係被覆上皮的一種。其深層爲一層或多層多邊形細胞，淺層由一層排列較爲整齊的柱狀細胞構成。主要分佈於眼瞼結膜、男性尿道等部位。